# Lachie Stewart
Joseph Laughlin „Lachie“ Stewart (* 22. Juni 1943 in Alexandria, Schottland; † 31. Mai 2025 in Paisley) war ein britischer Langstreckenläufer. 

## Karriere
Lachie Stewart gewann, für Schottland startend, in Edinburgh bei den British Commonwealth Games 1970 die Goldmedaille über 10.000 m. Bei den Olympischen Spielen 1972 in München schied er über dieselbe Distanz im Vorlauf aus. 1973 kam er bei den Crosslauf-Weltmeisterschaften in Waregem auf den 45. Platz.
1968 wurde er englischer Meister über drei Meilen. Schottische Titel holte er fünfmal über sechs Meilen bzw. 10.000 m (1967, 1968, 1970, 1971, 1973), je viermal über drei Meilen bzw. 5000 m (1965, 1967–1969) und über zehn Meilen (1966–1968, 1971) sowie zweimal im Crosslauf (1967, 1968).
2007 wurde Lachie Stewart in die Scottish Sports Hall of Fame aufgenommen.
Im Jahr 2020 musste ihm im Alter von 77 Jahren, aufgrund von Komplikationen im Zusammenhang mit seiner Diabetes-Erkrankung die untere Hälfte seines Beines amputiert werden. Beruflich war er als Zahntechniker tätig.
Lachie Stewart starb am 31. Mai im Alter von 81 Jahren in Paisley.

## Bestleistungen
- 5000 m: 13:46,6 min, 3. August 1968, London
- 10.000 m: 28:11,72 min, 18. Juli 1970, Edinburgh
- 1 Stunde: 19.484 m, 25. August 1967, Dunoon
- 3000 m Hindernis: 8:44,8 min, 9. Juli 1966, London